# Beker van Guinee-Bissau
De Beker van Guinee-Bissau (Taça Nacional da Guiné Bissau) is het nationale voetbalbekertoernooi van Guinee-Bissau dat wordt georganiseerd door de Federação de Futebol da Guiné-Bissau. Zoals de meeste bekercompetities wordt met het knock-outsysteem gespeeld.

## Finales
| Jaar                    | Winnaar               | Uitslag | Finalist                  |
| ----------------------- | --------------------- | ------- | ------------------------- |
| 1976 geen bekertoernooi |                       |         |                           |
| 1977                    | UD Internacional      |         |                           |
| 1978                    | Bula FC               |         |                           |
| 1979                    | Estrela Negra         |         |                           |
| 1980                    | Benfica               |         |                           |
| 1981                    | Ajuda Sport           |         |                           |
| 1982                    | Sporting Clube        |         |                           |
| 1983                    | UD Internacional      |         |                           |
| 1984                    | UD Internacional      |         |                           |
| 1985                    | UD Internacional      |         |                           |
| 1986                    | Sporting Clube        |         |                           |
| 1987                    | Sporting Clube        |         |                           |
| 1988                    | UD Internacional      |         |                           |
| 1989                    | Benfica               |         |                           |
| 1990                    | DRC de Farim          |         |                           |
| 1991                    | Sporting Clube        | 1-0     | Benfica                   |
| 1992                    | Benfica               | 6-4 nv  | Desportivo de Gabú (Gabú) |
| 1993                    | Sport Portos          |         |                           |
| 1994                    | Ténis Clube de Bissau | 2-1     | Sporting Clube            |

| Jaar                          | Winnaar              | Uitslag      | Finalist                  |
| ----------------------------- | -------------------- | ------------ | ------------------------- |
| 1995 niet gespeeld            |                      |              |                           |
| 1996                          | UD Internacional     | 4-1          | Sport Portos              |
| 1997 geen bekertoernooi       |                      |              |                           |
| 1998                          | Sport Portos         |              |                           |
| 1999, 2000 geen bekertoernooi |                      |              |                           |
| 2001                          | ADR Mansaba          |              |                           |
| 2002                          | Mavegro FC           | 3-1          | SC Bafatá (Bafatá)        |
| 2003 geannulleerd             |                      |              |                           |
| 2004                          | Mavegro FC           | 1-0          | Sporting Clube            |
| 2005                          | Sporting Clube       | 4-2          | Atlético Clube (Bissorã)  |
| 2006                          | Sport Portos         | 2-1 nv       | Benfica                   |
| 2007                          | onbekend             | onbekend     | onbekend                  |
| 2008                          | Benfica              | 2-0 nv       | FC Canchungo (Canchungo)  |
| 2009                          | Benfica              |              |                           |
| 2010                          | Benfica              | 2-1          | CF ‘OS Balantas’ (Mansôa) |
| 2011                          | ADR Mansaba          | 3-1          | Binar FC                  |
| 2012 geen bekertoernooi       |                      |              |                           |
| 2013                          | Estrela de Cantanhez | 1-1 ns (3-1) | Tigres de São Domingos    |

### Prestaties per club
| Aantal | Club                                       | Plaats  |
| ------ | ------------------------------------------ | ------- |
| 6      | UD Internacional                           | Bissau  |
| 6      | Benfica                                    | Bissau  |
| 5      | Sporting Clube                             | Bissau  |
| 3      | Mavegro FC inclusief Ténis Clube de Bissau | Bissau  |
| 3      | Sport Portos                               | Bissau  |
| 2      | ADR Mansaba                                | Mansaba |
| 1      | Bula FC                                    | Bula    |
| 1      | Estrela Negra                              | Bolama  |
| 1      | Ajuda Sport                                | Bissau  |
| 1      | DRC de Farim                               | Farim   |
| 1      | Estrela de Cantanhez                       |         |

Algerije ·
Angola ·
Benin ·
Botswana ·
Burkina Faso ·
Burundi ·
Centraal-Afrikaanse Republiek ·
Comoren ·
Congo-Brazzaville ·
Congo-Kinshasa ·
Djibouti ·
Egypte ·
Equatoriaal-Guinea ·
Ethiopië ·
Gabon ·
Gambia ·
Ghana ·
Guinee ·
Guinee-Bissau ·
Ivoorkust ·
Kameroen ·
Kenia ·
Lesotho ·
Liberia ·
Libië ·
Madagaskar ·
Mali ·
Marokko ·
Mauritanië ·
Mauritius ·
Mozambique ·
Namibië ·
Niger ·
Nigeria ·
Oeganda ·
Réunion ·
Rwanda ·
Sao Tomé en Principe ·
Senegal ·
Seychellen ·
Sierra Leone ·
Soedan ·
Somalië ·
Swaziland ·
Tanzania ·
Togo ·
Tsjaad ·
Tunesië ·
Zambia ·
Zimbabwe ·
Zuid-Afrika